# Neil Etheridge
Neil Leonard Dula Etheridge (Enfield Town, 7 februari 1990) is een Filipijns voetballer die als doelman speelt. Hij verruilde Walsall in juli 2017 voor Cardiff City. Etheridge debuteerde in 2008 in het Filipijns voetbalelftal.

## Clubcarrière
Etheridge speelde tussen zijn dertiende en zestiende in de jeugdopleiding van Chelsea, waar ook de jonge Filipijnen James en Phil Younghusband speelden. Hij begon er als aanvaller, maar werd op advies van zijn coach omgevormd tot doelman. In 2006 trok hij naar Fulham. In september 2008 werd hij uitgeleend aan Leatherhead. In 2011 werd hij uitgeleend aan Charlton Athletic, maar na zes dagen werd hij alweer teruggeroepen. In mei 2011 werd zijn contract verlengd tot medio 2013. Op 14 december 2011 debuteerde hij in het shirt van Fulham in de Europa League tegen het Deense Odense BK. Op 20 september 2012 trok hij op uitleenbasis naar Bristol Rovers. Hij debuteerde twee dagen later voor The Pirates tegen Fleetwood Town. In die wedstrijd hield Bristol Rovers voor het eerst dat seizoen de nul op het bord. Op 21 november 2012 werd hij teruggehaald door Fulham. In juli 2017 transfereerde Etheridge naar Cardiff City, waarmee hij in het seizoen 2017/18 promoveerde naar de Premier League. Als titularis was Etheridge de eerste Filipijnse speler ooit in de hoogste afdeling van het Engels clubvoetbal.

## Interlandcarrière
Etheridge werd geboren in het Engelse Enfield Town, maar kon dankzij zijn Filipijnse moeder ook voor het Filipijns voetbalelftal uitkomen. Hij debuteerde voor de Filipijnen in de kwalificatiewedstrijden voor de AFC Challenge Cup in 2008. Ondanks dat Etheridge drie clean sheets haalde, slaagde zijn land er niet in om zich te kwalificeren voor het eindtoernooi.